# قناة أوروبا
يوروتشانيل (القناة الأوروبية) هي قناة تلفزيونية أوروبية عالمية تركز على الثقافة ونمط الحياة الأوروبية، من خلال الأفلام والمسلسلات والبرامج الأخرى المكرسة للثقافة الأوروبية.
تبث القناة بالصوت الأصلي مع استخدام الترجمة باللغات الإنجليزية والكورية والإسبانية والبرتغالية.
تبث القناة في أمريكا اللاتينية والولايات المتحدة وكندا ومنطقة الكاريبي ، وأنغولا وموزمبيق والبرتغال وتصل إلى أكثر من 25 مليون شخص في 27 بلداً من خلال 11 مليون أسرة.[بحاجة لمصدر]

## خلفية تاريخية
أنشأت قناة يوروتشانيل في البدء من قبل قناة آبريل في البرازيل في 1994 ، وتم بثها من قبل قناة دايرك في ذلك البلد. وفي عام 2000 ، حصلت شركة ملتيثيماتيك التابعة لقناة (كانل +) وشركة فيفندي على القناة.
وفي 2004، تولى إدارة القناة جوستافو فاينستين ، المسئول التنفيذي السابق بشركة (نووس)، وهي شركة فرنسية لتشغيل القنوات بالكابل. ومنذ 2004 ، بدأت القناة في تطوير محتويات برامجها وإنشاء برامجها الخاصة.

## وصلات خارجية
- خلفية تاريخية